# Wilhelm I (hrabia Holandii)
Wilhelm I (ur. ok. 1170 r., zm. w 1222 r.) – hrabia Holandii od 1203 r.

## Życiorys
Wilhelm był drugim synem hrabiego Holandii Florisa III i Ady z Huntington, wnuczki króla Szkocji Dawida I i zarazem siostry króla Szkocji Malkolma IV. Wraz z ojcem uczestniczył w III wyprawie krzyżowej. W jej trakcie, w 1190 r., zmarł ojciec, a Wilhelm wrócił do kraju. Domagał się dopuszczenia do współrządów, lecz starszy brat Dirk VII odmówił. Walka zbrojna Wilhelma o tron skończyła się porażką (został uwięziony, zdołał odzyskać wolność dzięki pomocy hrabiego Geldrii Ottona I, którego zięciem został w tym czasie). W 1203 r. Dirk VII zmarł i Wilhelm chciał objąć dziedzictwo po nim, czemu sprzeciwiła się jego bratanica Ada i jej mąż Ludwik, hrabia Loon. Walki o Holandię toczyły się ze zmiennym szczęściem przez kilka lat, ostatecznie zwyciężył w nich Wilhelm.
W sporze pomiędzy Staufami i Welfami o władzę w Cesarstwie Wilhelm początkowo opowiedział się po stronie tych pierwszych. W 1214 r. w bitwie pod Bouvines stał jednak po stronie welfijskiego cesarza Ottona IV. Wkrótce ponownie zmienił stronnictwo i przyłączył się do królewicza francuskiego Ludwika w jego wyprawie do Anglii. W 1217 r. zdecydował się na udział w V wyprawie krzyżowej. Zimę spędził w Portugalii, gdzie uczestniczył w walkach przeciwko Arabom. W kolejnym roku przybył na Bliski Wschód i brał udział w walkach o Damiettę. Po zdobyciu twierdzy uznał swe śluby za wypełnione i wrócił do Holandii.
Wilhelm położył pewne zasługi do rozwoju kraju. Z czasów jego panowania pochodzą pierwsze znane nam nadania praw miejskich w historycznej Holandii (Geertruidenberg 1213 i Dordrecht 1220; także stolica Zelandii Middelburg 1217).

## Rodzina
Pierwszą żoną Wilhelma była Adalejda (ok. 1187–1218), córka hrabiego Geldrii Ottona I. Ze związku tego pochodziło trzech synów i dwie córki:
- Floris IV (1210–1234), następca ojca jako hrabia Holandii,
- Otto (ok. 1212–1249), biskup Utrechtu,
- Wilhelm (ok. 1214–1238),
- Ryszarda (?–1262),
- Ada (?–1258), ksieni klasztoru w Rijnsburgu.

Drugą żoną Wilhelma była Maria (1191–po 1260), córka księcia Brabancji Henryka I i wdowa po cesarzu Ottonie IV z Brunszwiku. To małżeństwo pozostało bezdzietne.